# یواس‌اس ساموئل چیس (ای‌پی‌ای-۲۶)
یواس‌اس ساموئل چیس (ای‌پی‌ای-۲۶) (به انگلیسی: USS Samuel Chase (APA-26)) یک کشتی بود که طول آن ۴۹۱ فوت (۱۵۰ متر) بود. این کشتی  در سال ۱۹۴۱ ساخته شد.